# Bakgrundsstrålning
Bakgrundsstrålning är den joniserande strålning som alla människor oundvikligen utsätts för på grund av kosmisk strålning från rymden samt från naturligt förekommande radionuklider i luft och mark och i den egna kroppen. Utöver detta inkluderas ofta de ytterligare stråldoser som är svåra att undvika från byggnadsmaterial och föda, från aktiviteter som flygresor, medicinsk diagnostik och tobaksrökning, samt nedfall från atombombsprov och kärnkraftsolyckor.
Med beaktande av normala levnads- och vistelsemönster så är den genomsnittliga stråldosen i Sverige cirka 2,4 mSv/år för icke-rökare och 3,9 mSv/år för rökare.

## Allmänt

### Bakgrundsstrålning i Sverige
I Sverige är den genomsnittliga bakgrundsstrålningen från icke antropogena källor cirka 0,5 mSv/år, bestående i medeltal av 0,3 mSv från kosmisk strålning, 0,045 mSv från mark samt 0,16 mSv från naturligt förekommande nuklider (40K och 14C) i den egna kroppen. Vid uppskattningen av stråldos från mark har normala vistelsemönster beaktats.  
Med beaktande av tillkommande strålkällor som till exempel radon i bostäder, medicinsk diagnostik och flygresor så är den genomsnittliga stråldosen i Sverige cirka 2,4 mSv/år för icke-rökare och 3,9 mSv/år för rökare.
Den större dosen för rökare beror delvis på intaget av 210Po via tobaksrök, men främst genom att rökare får större doser än icke-rökare från inandning av radon i bostäder.

### Stråldoser vid flygresor
| Kosmisk strålning vid olika höjder.            | Kosmisk strålning vid olika höjder. | Kosmisk strålning vid olika höjder. |
| Höjd                                           | Dos (μSv/hr)                        | Dos (mSv/år)                        |
| ---------------------------------------------- | ----------------------------------- | ----------------------------------- |
| 0 m (havsnivå)                                 | 0,03                                | 0,3                                 |
| 2 000 m (Mexico City)                          | 0,1                                 | 0,9                                 |
| 6 700 m (≈Himalaya)                            | 1                                   | 8,8                                 |
| 10 000 m (jetflyg)                             | 5                                   | 44a                                 |
| 15 000 m (≈Concorde)                           | 10                                  | 88a                                 |
| a = hypotetisk vistelse 1 år på denna flyghöjd |                                     |                                     |

Flygresor eller vistelse på hög höjd ger ökade stråldoser på grund av att atmosfärens skärmande effekt mot kosmisk strålning minskar med ökande höjd. Vid havsytan motsvarar atmosfärens massa 10 meter vatten, vilket fångar eller bromsar upp merparten av de högenergetiska partiklar som faller in mot jorden från rymden. Dosen från kosmisk strålning är ungefär 0,3 mSv per år vid havsnivån, men stiger med ökande höjd.
Den som gör en utomnordisk resa en gång i veckan får en extra dos på 1 mSv/år. Kabinpersonal på flygplan får en extra dos på 2–3 mSv/år men kan i enstaka fall (med stor andel långdistansflygningar) få en extra dos på upp till 6 mSv/år. Stråldosen ökar med ökande flyghöjd. Då en stor andel av flygturen vid kortare rutter består av stigning och landning och endast en mindre andel tillbringas på hög höjd, så är stråldosen per timme större vid långdistansflygningar då en större andel av flygturen tillbringas på hög höjd.
Enligt en IAEA-publikation ger till exempel en flygresa från Paris till San Francisco en dos på 85 μSv. Gör man en sådan resa tur och retur en gång i veckan blir det årliga dosbidraget drygt 8 mSv.

### Stråldoser från mark
Berggrunden kan innehålla uran, torium och deras radioaktiva sönderfallsprodukter. Radioaktivt sönderfall ger gammastrålning som kan tränga igenom och ge stråldoser från marken. I Sverige varierar dosraten vid markytan mellan 0,01–0,40 μSv/h (motsvarar cirka 0,1–4,0 mSv/år vid ständig vistelse utan skärmning) med de högsta dosraterna i alunskiffer och Bohusgranit. Vid beräkning av bidraget till dos till människa beaktas normala rörelsemönster med vissa andelar utom- och inomhusvistelse, varvid det genomsnittliga dosbidraget i Sverige från strålning i mark anges till ungefär 0,05 mSv/år.

### Områden med hög naturlig bakgrundsstrålning
Runt om i världen finns ett antal områden där bakgrundsstrålningen är förhöjd på grund av till exempel förekomst av mineralet monazit som kan innehålla torium och uran.
- I staden Guarapari i Brasilien finns vissa lokala "hot spots" på några stränder och i fiskeläget Meaipe, men genom att bebyggelsen anpassats anges årsdosen numera till 7 mSv.[7]
- I Kerala i Indien bor 360 000 personer som i medeltal får cirka 7 mSv/år men där det förekommit enstaka observationer av upp till 45 mSv/år.[7][8]
- I orterna Dong-anling and Tongyou i Yangjiang County i Kina bor 125 000 personer som får 1–3 mSv/år i extern dos samt drygt 4 mSv/år i intern dos på grund av förekomsten av thorium-232 och uran-238 i mark, vatten och byggnadsmaterial.[7]
- I Ramsar i Iran bor cirka 1 000 personer i ett område med höga förekomster av radium-226 och radon-222 som i medeltal får en extern årsdos på 6 mSv, men det förekommer enstaka "hot spots" med doser på flera hundra mSv/år.[7]

## Hälsoeffekter, tillåtna stråldoser

### Tillåten stråldos vid verksamhet med joniserande strålning
Som jämförelse anges nedan (något förenklat) tillåtna stråldoser för arbetstagare vid verksamhet med joniserande strålning i Sverige, som tillämpas till exempel för personal som arbetar med medicinsk röntgendiagnostik och strålbehandling, personal på kärnkraftverk med mera. Angivna doser är effektivdoser, vilket är en sammanvägning av doser till olika kroppsdelar samt av bidrag från olika typer av strålning.
- Vuxna: 20 mSv/år
- För lärlingar, praktikanter och studerande mellan 16 och 18 år: 6 mSv/år

Enskilda personer i allmänheten får inte utsättas för mer än 1 mSv/år från verksamheter med joniserande strålning.

### Hälsoeffekter av stråldoser
| Hälsoeffekter av strålning | Hälsoeffekter av strålning | Hälsoeffekter av strålning | Hälsoeffekter av strålning                                                                   |
| Dos (Sv)                   | Dos (mSv)                  | Dos (rem)                  | Hälsoeffekt                                                                                  |
| -------------------------- | -------------------------- | -------------------------- | -------------------------------------------------------------------------------------------- |
| mindre än 0.01 Sv          | mindre än 10 mSv           | mindre än 1 rem            | Evidens saknas för hälsoeffekter på människor                                                |
| 0.01 - 1 Sv                | 10 - 1000 mSv              | 1 - 100 rem                | Inga direkta hälsoeffekter, statistiskt ökad risk för vissa cancertyper vid högre stråldoser |
| 1 - 10 Sv                  | 1 000 - 10 000 mSv         | 100 - 1000 rem             | Strålskador, ökad risk för vissa cancertyper                                                 |
| Mer än 10 Sv               | Mer än 10 000 mSv          | Mer än 1000 rem            | Dödlig dos                                                                                   |